# Futian (köping i Kina)
Futian (kinesiska: 福田, 福田镇) är en köping i Kina. Den ligger i provinsen Hunan, i den södra delen av landet, omkring 98 kilometer sydost om provinshuvudstaden Changsha.
Genomsnittlig årsnederbörd är 2 042 millimeter. Den regnigaste månaden är maj, med i genomsnitt 332 mm nederbörd, och den torraste är oktober, med 35 mm nederbörd.